# Аэдо, Хуан Хосе
Хуан Хосе Аэдо (исп. Juan José Haedo; род. 26 января 1981, Часкомус, Аргентина) — аргентинский профессиональный шоссейный велогонщик, выступающий за команду Jamis-Hagens Berman.

## Карьера
Хуан Хосе Аэдо начал свою спортивную карьеру на треке, но в 2003 году перешёл в шоссейную команду Colavita Olive Oil, за которую выступал три года.
В 2006 году подписал контракт с oyota-United в составе которой пришли первые успехи: победы на этапах американских гонок — Тура Калифорнии и Тура Джорджии.
Эти успехи привлекли внимание генерального менеджера Бьярне Рииса, возглавлявшего команду высшего дивизиона Team CSC и Аэдо присоединился к датской команде в 2007 году. В этом проекте аргентинец и достиг вершин своей спортивной карьеры. Он одержал спринтерские победы на этапах таких гонок как: Вуэльта Испании (2011), Тиррено-Адриатико (2011), Критериум ду Дофине (2010), Тур Каталонии (2010), Тур Германии (2007).
Победа Хуана Хосе Аэдо на 16 этапе Вуэльты Испании в 2011 году — первая виктория аргентинского велогонщика на этапе Гранд-Тура.
С 2013 аргентинец выступает за американскую команду Jamis-Hagens Berman.

## Личная жизнь
Хуан Хосе Аэдо — старший брат Лукаса Себастьяна Аэдо, который также является велогонщиком. В 2010—2013 годах братья вместе выступали за датский коллектив Saxo Bank.